# Anchor – Reeperbahn Festival International Music Award
Der Anchor – Reeperbahn Festival International Music Award ist der Musikpreis des Reeperbahn Festivals, das als Europas größtes Clubfestival gilt. Seit 2016 wird der Anchor jährlich im Rahmen des Festivals an aufstrebende Musik-Talente verliehen.

## Idee
Anchor soll als Qualitätssiegel und Orientierungshilfe für Fans und Musikwirtschaft dienen. Den Nominierten diene der Preis laut Veranstalter als „ein langfristiger Wegbereiter“ und „Sprungbrett in eine internationale Karriere.“
Die Nominierten setzen sich aus Bands und Solo-Künstlern des Programms des Reeperbahn Festivals zusammen. Ausgewählt werden sie einige Wochen vor dem Festival von einem Gremium aus Musikfachleuten. Verkaufszahlen von Tonträgern werden nicht in die Bewertung mit einbezogen. Die Fachjury, bestehend aus Experten der Musikindustrie, begutachtet die Nominierten bei ihren Live-Auftritten während des Reeperbahn Festivals und benotet diese anschließend. Kriterien sind dabei neben der Qualität der Live-Darbietung auch andere „weiche Faktoren“ wie Bühnenpräsenz, Ausstrahlung und Interaktion mit dem Publikum. Für Initiator Alexander Schulz bedeutet dieser Prozess auch eine Rückkehr zur Experten-Empfehlung in der Musiklandschaft: „Wir glauben, dass wir so durch diese menschliche Beurteilung von guter Musik, oder sogar sehr guter Musik, dass wir so noch einmal eine Orientierungshilfe schaffen.“
Ins Leben gerufen wurde die Auszeichnung von Alexander Schulz, dem Gründer des Reeperbahn Festivals. Organisiert wird die Verleihung durch die Hamburger Eventagentur Inferno Events.

## Geschichte
Erstmals wurde der Anchor – Reeperbahn Festival International Music Award bei der 11. Ausgabe des Hamburger Clubfestivals, die vom 21. bis 24. September 2016 stattfand, vergeben. Gewinner des Anchor 2016 war der schwedische Singer-Songwriter Albin Lee Meldau. Meldau wurde mit dem Preis als „vielversprechendstes Talent der internationalen Musikszene“ ausgezeichnet.
Ein Jahr darauf wurde die britische Sängerin und Songwriterin Jade Bird als Nachfolgerin von Albin Lee Meldau mit dem Anchor 2017 ausgezeichnet. Bird setzte sich dabei gegen sieben Mitbewerberinnen durch, zu denen auch Alice Merton, die Band First Hate und Matt Maltese zählten. Der dritte Anchor – Reeperbahn Festival International Music Award wurde 2018 während des 13. Reeperbahn Festivals vom 19. September bis zum 22. September an die belgische Band Faces on TV und an den belgischen Sänger Tamino verliehen. Während des Reeperbahn Festivals 2019 wurde der vierte Anchor Award an die ukrainische Rapperin Alyona Alyona verliehen. 2020 erhielt Ätna, ein Elektronica/Independent-Duo aus Dresden, den fünften Anchor - Reeperbahn Festival International Music Award. 2021 gewann die britische Post-Punk-Band Yard Act den Award und 2022 kürte die Jury das Trio Cassia aus Manchester zum Gewinner des Preises. Am 23. September 2023 gewann die japanische Folk-Sängerin und Songwriterin Ichiko Aoba aus Japan den Preis und 2024 wurde Strongboi aus Deutschland ausgezeichnet.

## Preisträger, Nominierte und Jury-Mitglieder

### 2016
Preisträger
- Albin Lee Meldau (SE)[13]

Nominierte
- Conner Youngblood (US)
- Holly Macve (UK)
- Konni Kass (FO)
- Olivia Sebastianelli (UK)
- Parcels (AUS)
- Shame (UK)
- Woman (GER)[14]

Jury 2016
- Anna Ternheim (Singer-Songwriterin)
- Emilíana Torrini (Singer-Songwriterin)
- James Minor (Head of SXSW Music Festival)
- Ray Cokes (Moderator)
- Tony Visconti (Musikproduzent)
- Y’akoto (Sängerin)[15]

### 2017
Preisträgerin
- Jade Bird[16]

Nominierte
- Alice Merton (GER/CA/UK)
- Fast Romantics (CA)
- Fenne Lily (UK)
- First Hate (DK)
- Joseph J. Jones (UK)
- Matt Maltese (UK)
- Pabst (GER)[17]

Jury
- Tony Visconti (Musikproduzent)
- Emily Haines (Singer-Songwriterin)
- Shirley Manson (Singer-Songwriterin)
- Huw Stephens (Moderator)
- Boy (Valeska Steiner, Sonja Glass)[18]

### 2018
Preisträger
- Faces on TV
- Tamino[19]

Nominierte
- Anna Aaron (CH)
- Blanco White (UK)
- Freya Ridings (UK)
- FRUM (FRO)
- Hope (GER)
- Tamino (BEL)
- Tiwayo (FR)[20]

Jury
- Tony Visconti (Musikproduzent)
- Cassandra Steen (Singer-Songwriterin)
- Jason Bentley (Radio-Moderator)
- Linda Perry (Sängerin, Produzentin, Songwriterin)
- Skye Edwards (Sängerin)[21]

### 2019
Preisträger
- Alyona Alyona[22]

Nominierte
- Celeste (UK), Sängerin
- Drahla (UK), experimenteller Post-Punk
- Feng Suave (Niederlande), Psychedelic-Duo
- Moyka (Norwegen), Electro-Pop
- The Hormones (China), Pop-Punk-Quartett[23]

Jury
- Arnim Teutoburg-Weiß (Musiker)
- Bob Rock (Musikproduzent)
- Kate Nash (Singer-Songwriterin)
- Peaches (Produzentin, Performance-Künstlerin)
- Tony Visconti (Musikproduzent)
- Zan Rowe (Hörfunkmoderatorin)[24]

### 2020
Preisträger
- Ätna (Deutschland), Indie, Electronic/Live

Nominierte
- Arya Zappa (Deutschland), Indie, Pop
- L'Eclair (Schweiz), Indie, Electronic/Live
- Suzane (Frankreich), Pop
- Tuvaband (Norwegen), Indie
- Eefje De Visser (Niederlande), Indie[25]

Jury
- Melanie C (Großbritannien), Musiker
- Markus Kavka (Deutschland), Moderator, Autor, DJ
- Brody Dalle (Australien), Musiker
- Frank Dellé (Deutschland), Musiker
- Tony Visconti (USA), Produzent
- Darcy Proper (USA), Mastering Engineer[26]

### 2021
Preisträger
- Yard Act (Großbritannien), Indie

Nominierte
- Florence Arman (Österreich, Großbritannien), Singer-Songwriter
- Lie Ning (Deutschland), Pop, R'n'B, Soul
- May the Muse (Deutschland), Pop, R'n'B, Soul
- OSKA (Österreich), Singer-Songwriter
- PVA (Großbritannien), Electronic, Live, Punk[27]

Jury 2021
- Emeli Sandé (Großbritannien), Musikerin
- Tom Odell (Großbritannien), Musiker
- Tayla Parx (USA), Singer-Songwriter, Produzentin, Schauspielerin
- Jacob Banks (Großbritannien), Musiker
- Tony Visconti (USA), Produzent
- Yvonne Catterfeld (Deutschland), Musikerin[28]

### 2022
Preisträger
- Cassia (Großbritannien), Indie, Pop

Nominierte
- Ekkstacy (Kanada), Indie, Punk
- Lime Garden (Großbritannien), Indie
- Philine Sonny (Deutschland), Indie
- The Hauted Youth (Belgien), Indie, Pop
- Vlure (Großbritannien), Punk

Jury
- Tony Visconti (USA), Produzent
- Tayla Parx (USA), Singer-Songwriter, Produzentin, Schauspielerin
- Pelle Almqvist (Schweden), Singer-Songwriter
- Pabllo Vittar (Brasilien), Sängerin, Performerin, Dragqueen
- Bill Kaulitz (Deutschland), Sänger, Synchronsprecher, Model
- Joy Denalane (Deutschland), Sängerin[29]

### 2023
Preisträger
- Ichiko Aoba (Japan), Folk, Singer-Songwriter

Nominierte
- Berq (Deutschland), Pop, Singer-Songwriter
- Daisy the Great (USA), Indie, Pop
- Hannes (Schweden), Indie, Singer-Songwriter
- Paris Paloma (Großbritannien), Folk, Indie
- Waterbaby (Schweden), Indie, R'n'B, Soul[30]

Jury
- Banks (USA), Singer, Songwriter, Produzentin, Director
- Katie Melua (Georgien, Großbritannien), Singer, Songwriter, Produzentin
- Tayla Parx (USA), Singer-Songwriter, Schauspielerin
- Tony Visconti (USA), Produzent[31]

### 2024
Preisträger
- Strongboi (Deutschland), Indie Pop

Nominierte
- Kässy
- Beth McCarthy
- Enji
- Milan Ring
- Moonchild Sanelly

Jury
- Tayla Parkx
- Emily Kokal
- Julia Stone
- Tim Bendzko

## Der Preis
Gestaltet wurde die Trophäe, ein aus Acryl gefertigtes „A“, vom deutschen Designer Peter Schmidt.

## Medienecho
„Bands und Künstler wie Bon Iver, Lykke Li, Jake Bugg, Ed Sheeran oder Janelle Monáe hatten auf dem Reeperbahn Festival einen ihrer ersten international wichtigen Auftritte. Nun prämiert das Reeperbahn Festival erstmals herausragende Acts mit dem ANCHOR Award.“
„Just a short time ago, the music industry debuted its latest prestigious award, and while that may at times seem like the last thing that’s necessary for an already self-congratulatory business, this one has a noble purpose, and it has the potential to become something really special.“
„2016 war der Singer-Songwriter Albin Lee Meldau mit dem ersten Anchor Award ausgezeichnet worden. Für ihn hat sich die Teilnahme mehr als gelohnt: Bereits im Dezember unterzeichnete der schwedische Künstler einen Major-Plattenvertrag.“
„Die Vergabe des Anchor-Awards, der erst im vergangenen Jahr ins Leben gerufen worden war, gehört zu den Höhepunkten am letzten Festivaltag.“
„Es bleibt bis zur Preisverleihung spannend doch gewonnen haben alle Nominierten bereits jetzt, denn die internationale Aufmerksamkeit, die ihnen seitens eines interessierten Musik- und Fachpublikums auf dem Reeperbahn Festival zuteil wird, katapultiert alle Nominierten in den Fokus des internationalen Musikgeschäfts.“